# سحابی

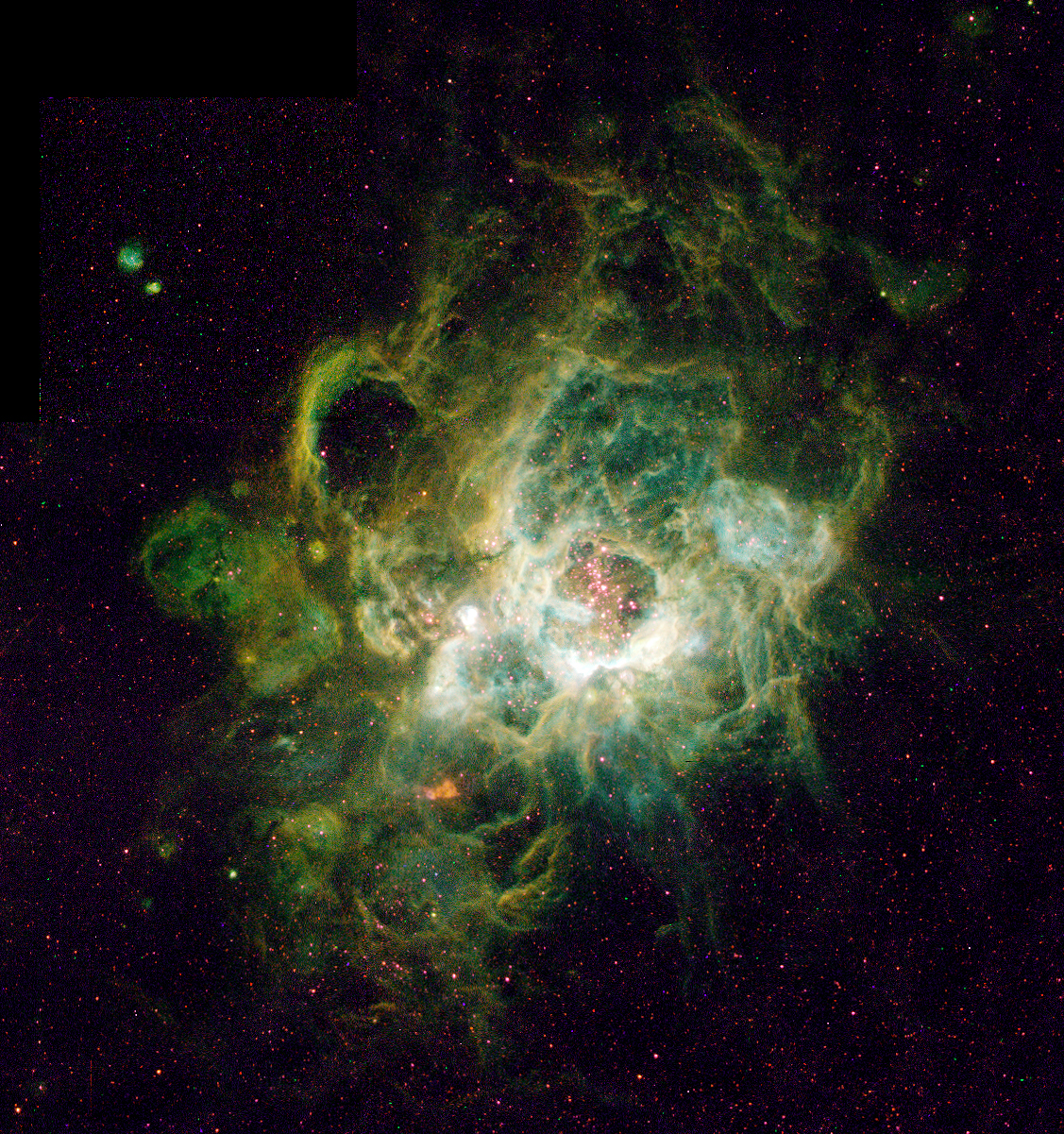
سحابی گسیلشی سه‌سو به نام ان‌جی‌سی ۶۰۴ در یک بازوی مارپیچی از کهکشان سه‌سو قرار گرفته است.

سحابی یا میغ‌واره به ابر عظیمی از غبار، گاز و پلاسما در فضاهای میان‌ستاره‌ای گفته می‌شود.
(در لاتین؛ nebula یا nebulae در جمع) بخشی درخشان و متمایز از محیط میان‌ستاره‌ای است که می‌تواند از یونیزه شدن، هیدروژن به‌شکل خنثی یا مولکولی، و همچنین از غبار کیهانی تشکیل شده‌باشد. بیشتر سحابی‌ها مناطق ستاره ساز هستند، مانند «ستون‌های آفرینش» در سحابی عقاب. در این نواحی، تشکیلات گاز، غبار و دیگر مواد به هم می‌پیوندند و مناطق متراکم‌تری را تشکیل می‌دهند که به جذب مواد بیشتری می‌انجامد و در نهایت آن‌ها به اندازهٔ کافی متراکم می‌شوند تا ستاره‌ها را تشکیل دهند. سپس، تصور می‌شود که مواد باقی مانده سیارات و دیگر اجرام سامانه سیاره‌ای را تشکیل می‌دهند.
بیشتر سحابی‌ها اندازهٔ بسیار وسیعی دارند. قطر برخی از آنها صدها سال نوری است. یک سحابی که از زمین برای چشم انسان قابل مشاهده است؛ با آن که از نزدیک بزرگتر به نظر می‌رسد، اما روشن‌تر نیست. سحابی شکارچی، درخشان‌ترین سحابی در آسمان و مساحتی دو برابر قطر زاویه‌ای ماه کامل را می‌توان با چشم غیرمسلح مشاهده کرد، اما اخترشناسان پیشین آن را نادیده گرفتند.[۷] اگرچه چگالی بیشتر سحابی‌ها از فضای اطراف آنها بیشتر است، اما چگالی بیشتر سحابی‌ها بسیار کمتر از هر خلاء ایجاد شده روی زمین است - یک ابر سحابی به اندازهٔ زمین جرم کلی آن تنها چند کیلوگرم خواهد بود. چگالی هوای زمین تقریباً ۱۹۱۰ مولکول در سانتی‌متر مکعب است. در مقابل، متراکم‌ترین سحابی‌ها می‌توانند دارای چگالی ۱۰۰۰۰ مولکول در هر سانتی‌متر مکعب باشند. بسیاری از سحابی‌ها به دلیل فلورسانس ناشی از ستارگان داغ تعبیه شده قابل مشاهده هستند، در حالی که دیگر سحابی‌ها به قدری پراکنده هستند که تنها با نوردهی طولانی و فیلترهای ویژه قابل تشخیص هستند. برخی از سحابی‌ها به‌طور متغیر توسط نور ستاره‌های متغیر تی ثوری روشن می‌شوند.
در اصل، اصطلاح «سحابی» برای توصیف هر جرم نجومی پراکنده، از جمله کهکشان‌های فراتر از راه شیری استفاده می‌شد. به‌عنوان مثال، کهکشان آندرومدا زمانی به عنوان سحابی آندرومدا (و کهکشان‌های مارپیچی به‌طور کلی به عنوان «سحابی‌های مارپیچی») شناخته می‌شدند، قبل از اینکه ماهیت واقعی کهکشان‌ها در اوایل قرن بیستم توسط وستو اسلیفر، ادوین هابل و دیگران تأیید شود. ادوین هابل کشف کرد که بیشتر سحابی‌ها با ستاره‌ها مرتبط هستند و با نور ستاره‌ها روشن می‌شوند. او همچنین به دسته‌بندی سحابی‌ها بر اساس نوع طیف‌های نوری آنها کمک کرد.
سحابی‌ها محل پیدایش و زادگاه ستارگان هستند. به نوعی می‌توان گفت سحابی‌ها هم گورستان و هم زایشگاه ستارگان هستند.

## تاریخچه مشاهده سحابی‌ها

یکی از با کیفیت‌ترین تصاویر تلسکوپ فضایی هابل که از سحابی شکارچی گرفته شده است. هابل برای گرفتن این عکس مجبور شد ۱۰۵ بار دور زمین بزند و از لحاظ زاویه‌ای این سحابی به اندازه یک ماه کامل است.

حدود سال ۱۵۰ میلادی، بطلمیوس در کتاب‌های هفتم و هشتم المجسطی خود پنج ستاره را که به صورت مه‌آلود ظاهر می‌شدند، ثبت کرد. او همچنین به منطقه‌ای از مه‌آلودگی بین صورت‌های فلکی دب اکبر و شیر اشاره کرد که با هیچ ستاره ای مرتبط نبود. اولین سحابی واقعی که از خوشه ستاره‌ای متمایز بود، توسط اخترشناس ایرانی عبد الرحمن صوفی در کتاب صور الکواکب (سال ۹۶۴ میلادی) ذکر شد. او به «ابر کوچکی» اشاره کرد که در محلی است که اکنون به عنوان کهکشان آندرومدا شناخته می‌شود. او همچنین خوشه ستاره‌ای امیکرون ولوروم را به عنوان «ستاره‌ای مه‌آلود» و دیگر اجرام مه‌آلود مانند خوشه بروکی را فهرست کرد. ابرنواختری که سحابی خرچنگ را ایجاد کرد، توسط اخترشناسان عرب و چینی در سال ۱۰۵۴ میلادی مشاهده شد.
در سال ۱۶۱۰، نیکولا کلود فابری دو پییرسک سحابی شکارچی را با استفاده از تلسکوپ کشف کرد. این سحابی در سال ۱۶۱۸ توسط یوهان باپتیست سیسات نیز مشاهده شد. با این حال، اولین مطالعه دقیق سحابی شکارچی تا سال ۱۶۵۹ توسط کریستیان هویگنس انجام نشد، که او نیز باور داشت اولین کسی است که این مه‌آلودگی را کشف کرده است.
در سال ۱۷۱۵، ادموند هالی فهرستی از شش سحابی منتشر کرد. این عدد به تدریج در طول قرن افزایش یافت و ژان فیلیپ دو شسو در سال ۱۷۴۶ فهرستی از ۲۰ سحابی (از جمله هشت سحابی که قبلاً ناشناخته بودند) تهیه کرد. از سال ۱۷۵۱ تا ۱۷۵۳، نیکلاس لوئی دو لاکای از کیپ تاون ۴۲ سحابی را فهرست کرد که بیشتر آن‌ها قبلاً ناشناخته بودند. سپس شارل مسیه فهرستی از ۱۰۳ «سحابی» (که اکنون به عنوان اجرام مسیه شناخته می‌شوند و شامل کهکشان‌هایی نیز هستند) تا سال ۱۷۸۱ تهیه کرد؛ علاقه او به رصد دنباله‌دارها بود و این اجرام به عنوان اشیایی بودند که ممکن بود با آن‌ها اشتباه گرفته شوند.
سپس تعداد سحابی‌ها به‌طور قابل توجهی با تلاش‌های ویلیام هرشل و خواهرش، کارولین هرشل، افزایش یافت. فهرست آن‌ها با عنوان کاتالوگ هزار سحابی و خوشه ستاره‌ای جدید در سال ۱۷۸۶ منتشر شد. دومین فهرست از هزار سحابی در سال ۱۷۸۹ و سومین و آخرین فهرست شامل ۵۱۰ سحابی در سال ۱۸۰۲ منتشر شد. در بخش زیادی از کار خود، ویلیام هرشل باور داشت که این سحابی‌ها تنها خوشه‌های ستاره‌ای حل‌نشده هستند. با این حال، در سال ۱۷۹۰، او ستاره‌ای را کشف کرد که توسط مه‌آلودگی احاطه شده بود و نتیجه گرفت که این یک مه‌آلودگی واقعی است و نه یک خوشه دوردست.
از سال ۱۸۶۴، ویلیام هاگینز طیف‌های حدود ۷۰ سحابی را بررسی کرد. او دریافت که حدود یک‌سوم آن‌ها دارای طیف نشری یک گاز هستند. بقیه طیف پیوسته‌ای را نشان دادند و به همین دلیل تصور می‌شد که از جرم ستاره‌ها تشکیل شده‌اند. در سال ۱۹۱۲، دسته سوم اضافه شد زمانی که وِستو اسلیفر نشان داد که طیف سحابی اطراف ستاره مروپ با طیف‌های خوشه باز پروین مطابقت دارد؛ بنابراین، این سحابی با انعکاس نور ستارگان تابش می‌کند.
در سال ۱۹۲۳، پس ازبحث بزرگ، مشخص شد که بسیاری از «سحابی‌ها» در واقع کهکشان‌هایی دور از راه شیری هستند.
اسلیفر و ادوین هابل به جمع‌آوری طیف‌های بسیاری از سحابی‌ها ادامه دادند و ۲۹ سحابی با طیف نشری و ۳۳ سحابی با طیف پیوسته نور ستاره‌ها پیدا کردند. در سال ۱۹۲۲، هابل اعلام کرد که تقریباً تمام سحابی‌ها با ستارگان مرتبط هستند و نور آن‌ها از ستاره‌ها تأمین می‌شود. او همچنین کشف کرد که سحابی‌های دارای طیف نشری تقریباً همیشه با ستارگانی با طبقه‌بندی طیفی B یا داغ‌تر (شامل تمام ستارگان رشته اصلی نوع O) مرتبط هستند، در حالی که سحابی‌های با طیف پیوسته با ستارگان خنک‌تر همراه هستند. هم هابل و هم هنری نوریس راسل نتیجه گرفتند که سحابی‌های اطراف ستارگان داغ‌تر به نوعی تغییر یافته‌اند.

## تشکیل سحابی‌ها
سحابی‌ها از مکانیسم‌های مختلفی برای تشکیل برخوردارند که به نوع آن‌ها بستگی دارد. برخی سحابی‌ها از گازی تشکیل می‌شوند که از قبل در محیط میان‌ستاره‌ای وجود دارد، در حالی که برخی دیگر توسط ستارگان تولید می‌شوند. نمونه‌هایی از دسته اول شامل ابرهای مولکولی عظیم است که سردترین و متراکم‌ترین فاز گاز میان‌ستاره‌ای به‌شمار می‌روند و از طریق سرد شدن و چگالش گاز پراکنده‌تر شکل می‌گیرند. نمونه‌هایی از دسته دوم شامل سحابی‌های سیاره‌نما هستند که از موادی تشکیل می‌شوند که توسط یک ستاره در مراحل پایانی تکامل خود به بیرون ریخته می‌شوند.
مناطق تشکیل ستاره نوعی از سحابی‌های نشری هستند که با ابرهای مولکولی عظیم در ارتباط‌اند. این مناطق زمانی شکل می‌گیرند که یک ابر مولکولی تحت نیروی جاذبه خود فرو می‌ریزد و ستارگان تولید می‌کند. ستارگان پرجرم ممکن است در مرکز تشکیل شوند و پرتو فرابنفش آن‌ها گازهای اطراف را یونیزه می‌کند و باعث می‌شود که این گازها در طول موج‌های نوری دیده شوند. ناحیه یونیزه شده‌ای از هیدروژن که ستارگان پرجرم را احاطه کرده است به عنوان  مناطق هیدروژنی اچ دو شناخته می‌شود، در حالی که پوسته‌های هیدروژن خنثی که اطراف منطقه H II قرار دارند به عنوان منطقه فوتودیسوسیشن شناخته می‌شوند. نمونه‌هایی از مناطق تشکیل ستاره شامل سحابی شکارچی، سحابی روزت و سحابی امگا هستند. فرآیندهای مربوط به تشکیل ستاره، مانند انفجارهای ابرنواختری ناشی از ستارگان پرجرم، بادهای ستاره‌ای یا پرتو فرابنفش این ستارگان، یا جریان‌های خارج‌شده از ستارگان کم‌جرم می‌توانند ابر را مختل کرده و پس از چند میلیون سال سحابی را از بین ببرند.
سحابی‌های دیگر در نتیجه انفجارهای ابرنواختری شکل می‌گیرند؛ این‌ها نتیجه مرگ ستارگان پرجرم و کوتاه‌عمر هستند. موادی که از انفجار ابرنواختری بیرون رانده می‌شوند، توسط انرژی و جسم فشرده‌ای که هسته ستاره تولید می‌کند، یونیزه می‌شوند. یکی از بهترین نمونه‌های این نوع، سحابی خرچنگ در صورت فلکی گاو است. این رویداد ابرنواختری در سال ۱۰۵۴ میلادی ثبت شد و با نام اس‌ان ۱۰۵۴ شناخته می‌شود. جسم فشرده‌ای که پس از این انفجار ایجاد شد، اکنون در مرکز سحابی خرچنگ قرار دارد و هسته آن اکنون یک ستاره نوترونی است.
نوع دیگری از سحابی‌ها به عنوان سحابی‌های سیاره‌نما تشکیل می‌شوند. این مرحله نهایی زندگی یک ستاره کم‌جرم، مانند خورشید زمین است. ستارگانی با جرمی تا ۸–۱۰ برابر جرم خورشید به غول سرخ تبدیل می‌شوند و در طی تپش‌های جوی خود، به آرامی لایه‌های بیرونی خود را از دست می‌دهند. زمانی که یک ستاره به اندازه کافی ماده از دست داد، دمای آن افزایش می‌یابد و پرتو فرابنفش آن می‌تواند سحابی اطراف را که به بیرون پرتاب کرده، یونیزه کند. خورشید نیز در نهایت یک سحابی سیاره‌نما تولید خواهد کرد و هسته آن به شکل یک کوتوله سفید باقی خواهد ماند.

## دسته‌بندی

### سحابی پراکنده
بیشتر سحابی‌ها را می‌توان به عنوان سحابی‌های پراکنده توصیف کرد، به این معنی که آنها با گسترشی که یافته‌اند دیگر مرزهای مشخصی ندارند.
سحابی‌ها را بر پایهٔ نحوه و میزان درخشندگی‌شان به دسته‌های زیر بخش می‌کنند:
- سحابی گسترده که در اثر نور ستارگان نزدیک به آن می‌درخشد.
  - سحابی گسیلشی یا نشری، که دارای خطوط گسیلشی هستند که از خود آن‌ها تابیده می‌شود. دو گونهٔ اصلی از این سحابی‌ها منطقهٔ اچ۲ (H II) و سحابی‌های سیاره‌ای هستند.
  - سحابی بازتابی که نورشان از بازتابش نور ستارگان نزدیک پدید آمده است. برای نمونه سحابی‌شدگی ان‌جی‌سی ۱۴۳۵ (NGC 1435) که در پیرامون خوشهٔ پروین جای گرفته است.
- سحابی سیاره‌نما پوسته‌های فشردهٔ گاز هستند که در پیرامون یک ستارهٔ مرده قرار گرفته‌اند.
- ته‌مانده‌های ابرنواختری معمولاً در حال دور شدن از ستاره مادر خود هستند و در پی برخورد به غبار و گاز کهکشانی آهسته‌رونده‌تر داغ می‌شوند.
- سحابی انکساری که ذرات غبار نور را منعکس نمی‌کنند، بلکه متواری (پخش) می‌کنند. نور قرمز می‌تواند آسان‌تر از نور آبی از ابر غبار بگذرد، پس نور آبی بیشتر پراکنده می‌شود، این امر موجب آبی شدن آن ابر می‌شود. دلیل آبی بودن رنگ آسمان نیز همین می‌باشد.
- سحابی تاریک بی‌نور و درخشش است. این سحابی‌ها زمانی آشکار می‌شوند که جلوی دیگر ستارگان یا سحابی‌ها را بگیرند. نمونه‌های معروف: سحابی سر اسب در صورت فلکی شکارچی و سحابی کیسه زغال در صورت فلکی صلیب جنوبی.
- سحابی خارج کهکشانی توده‌های عظیم و پیوستهٔ گازی نیست، بلکه مجموعه‌ای است از ستارگانی شبیه ستارگان کهکشان. رصدهای انجام شده نشان می‌دهد خاصیت طیفی نوری که از این سحابی‌ها صادر می‌شود، بسیار شبیه به نوری است که از خورشید خود ما خارج می‌گردد؛ بنابراین درجهٔ حرارت متناظر با چنین صدور نوری نمی‌تواند با درجهٔ حرارت سطحی خورشید اختلاف فراوان داشته باشد و این درجه حرارت باید به چند هزار درجه برسد. اگر این سحابی‌ها واقعاً توده‌های غول پیکر گاز پیوسته‌ای بودند که درجهٔ حرارت سطحی آن‌ها همان درجه حرارت سطحی خورشید بود، ناچار می‌بایستی نوری که از آن‌ها صادر می‌شود با وسعت سطح یعنی با مربع یکی از ابعاد آن‌ها متناسب باشد.
- سحابی تاریک

سحابی تاریک ابری از گرد و غبار و گاز است که گازش نور میدان‌های ستارگان یا سحابی‌های تابان پشت سرش را که از این ابر می‌گذرند، جذب می‌کند. سحابی‌های تاریک، که به سحابی‌های جذبی نیز معروفند، هیچ تشعشعی از خود ندارند، ولی ممکن است نورهای جذب شده را به شکل امواج رادیویی یا انرژی مادون قرمز یا فرو سرخ دوباره بتابانند. شاید جرم سحابی‌های تاریک چندین هزار بار از جرم خورشید بیشتر باشد. اگر یک سحابی به اندازهٔ کافی جرم داشته باشد، در نقطه‌ای از زمان موادش فشرده شده و تبدیل به ستاره می‌شود. شاید سپس سحابی تاریک با ستارگان جوان گرم حرارت ببیند و به سحابی نشری درخشانی تبدیل شود.
- سحابی سیاره‌ای

ستارگان غول سرخ در اواخر عمرشان لایه‌های گازی بیرونی شان را به دور می‌اندازند. این لایه‌ها پوسته منبسط شونده‌ای از گازهای تابان را تشکیل می‌دهند که سحابی سیاره‌ای نامیده می‌شوند. علت این نامگذاری این است که ویلیام هرشل، منجم آلمانی الاصل (۱۸۲۲–۱۷۸۳)، تصور کرد که این پوسته‌ها شبیه سیاره‌اند. شاید از دید ناظر زمینی، این پوسته گازی به شکل ساعت شنی، حباب یا حلقه به نظر آید. این سحابی با سرعت تقریبی ۲۰ کیلومتر (۱۲ مایل) در ثانیه رو به بیرون حرکت می‌کند و بعد از ۳۵ هزار سال در محیط میان‌ستاره‌ای پراکنده خواهد شد.
- امواج انفجاری

موج‌های ضربه‌ای انفجار ابرنواختر با سرعت هزاران کیلومتر در ثانیه در محیط میان ستاره‌ای سیر می‌کنند. این موج‌های ضربه‌ای مواد میان ستاره‌ای را آشفته می‌کنند و شاید فرایند فروریزش گرانشی را که سرانجام باعث تشکیل ستارگان در ابرهای میان ستاره‌ای می‌شود، آغاز می‌کنند. از هنگام اختراع تلسکوپ، هیچ ابر نواختری در کهکشان ما کشف نشده است. اگر ابر نواختری به وجود می‌آمد، تا چندین ماه، در آسمان به تابناکی ماه می‌درخشید. اگر آن ابر نواختر فرضی به زمین بسیار نزدیک می‌بود، می‌توانست جو زمین را منهدم کند.
- بقایای ابرنواختری

هنگامی که ستاره به صورت ابرنواختر منفجر می‌شود، لایه‌های گازی بیرونی آن برای تشکیل بقایای ابر نواختری تابان، متلاشی شده و با سرعت از هسته‌اش فاصله می‌گیرند. برخی از انفجارات آنقدر شدیدند که حتی خود هسته نابود می‌شود. تقریباً ۹۰ درصد ته‌مانده‌ها کم و بیش کروی‌اند و بقیه بر اثر نیروی انفجار متلاشی می‌شوند تا انبوهی از شعله‌های گازی فاقد ساختار ظاهری را تشکیل دهند. در مرکز چنان بقایایی، پالسارها (ستاره‌های تپنده) شناسایی شده‌اند.

## نگارخانه

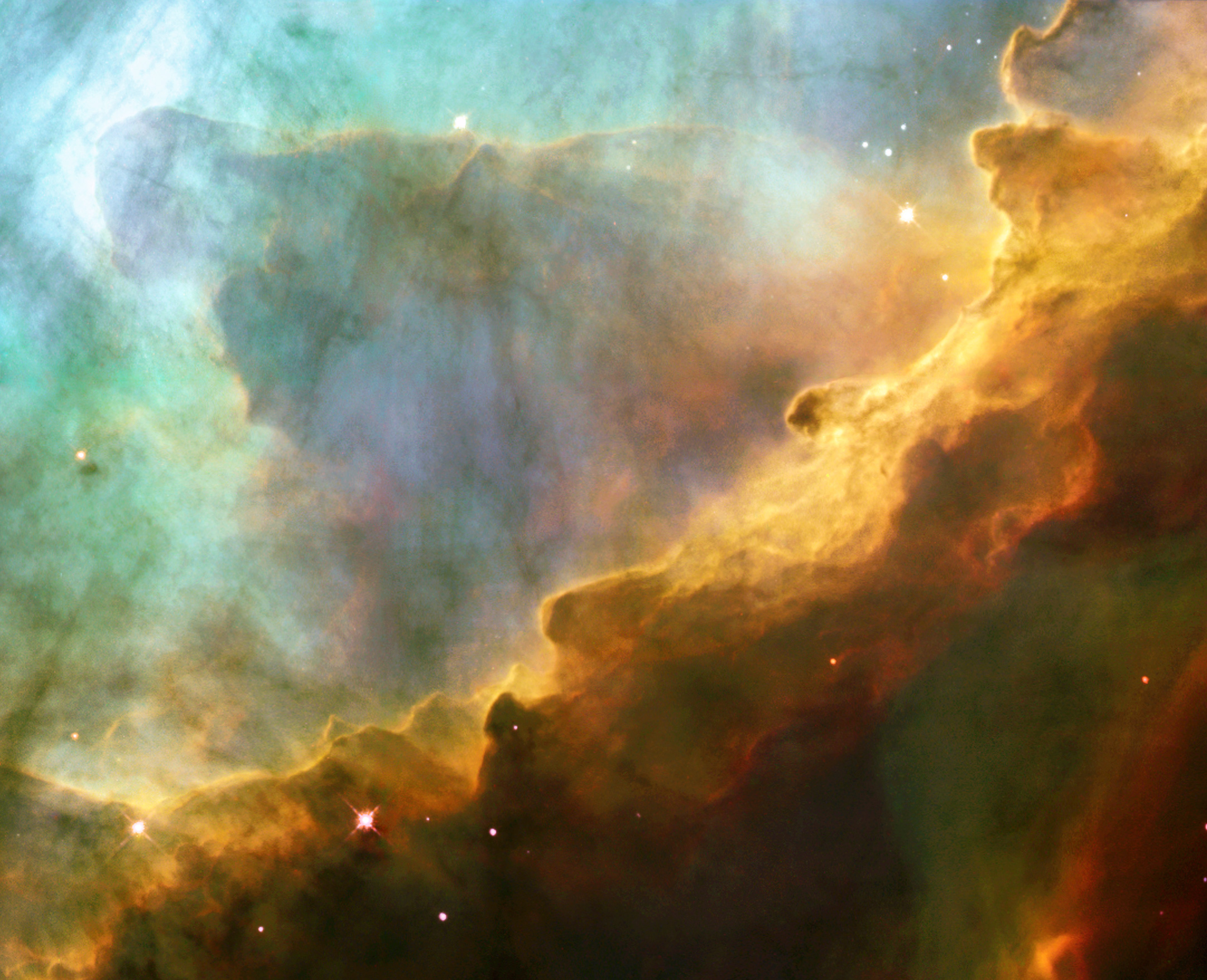
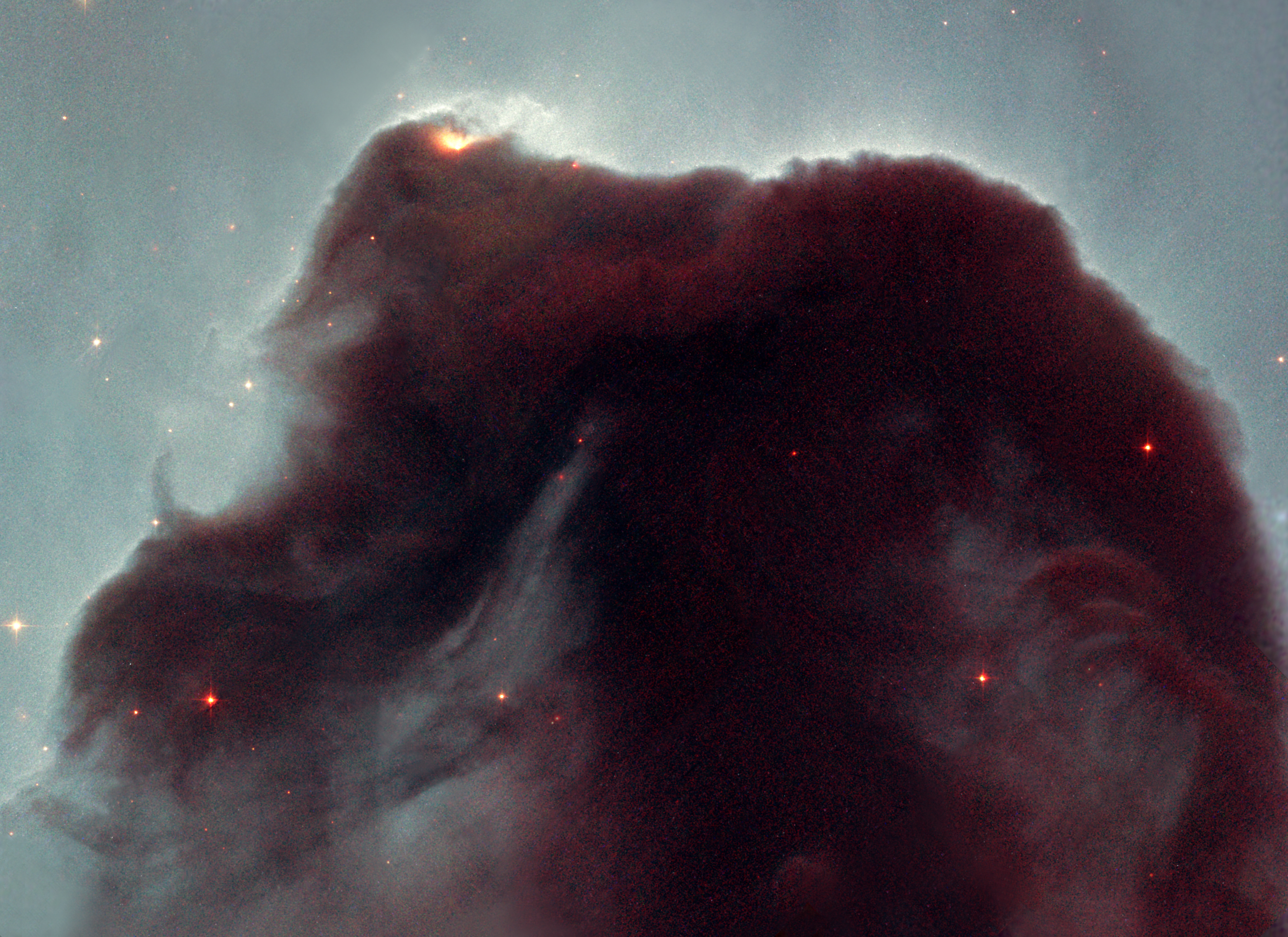
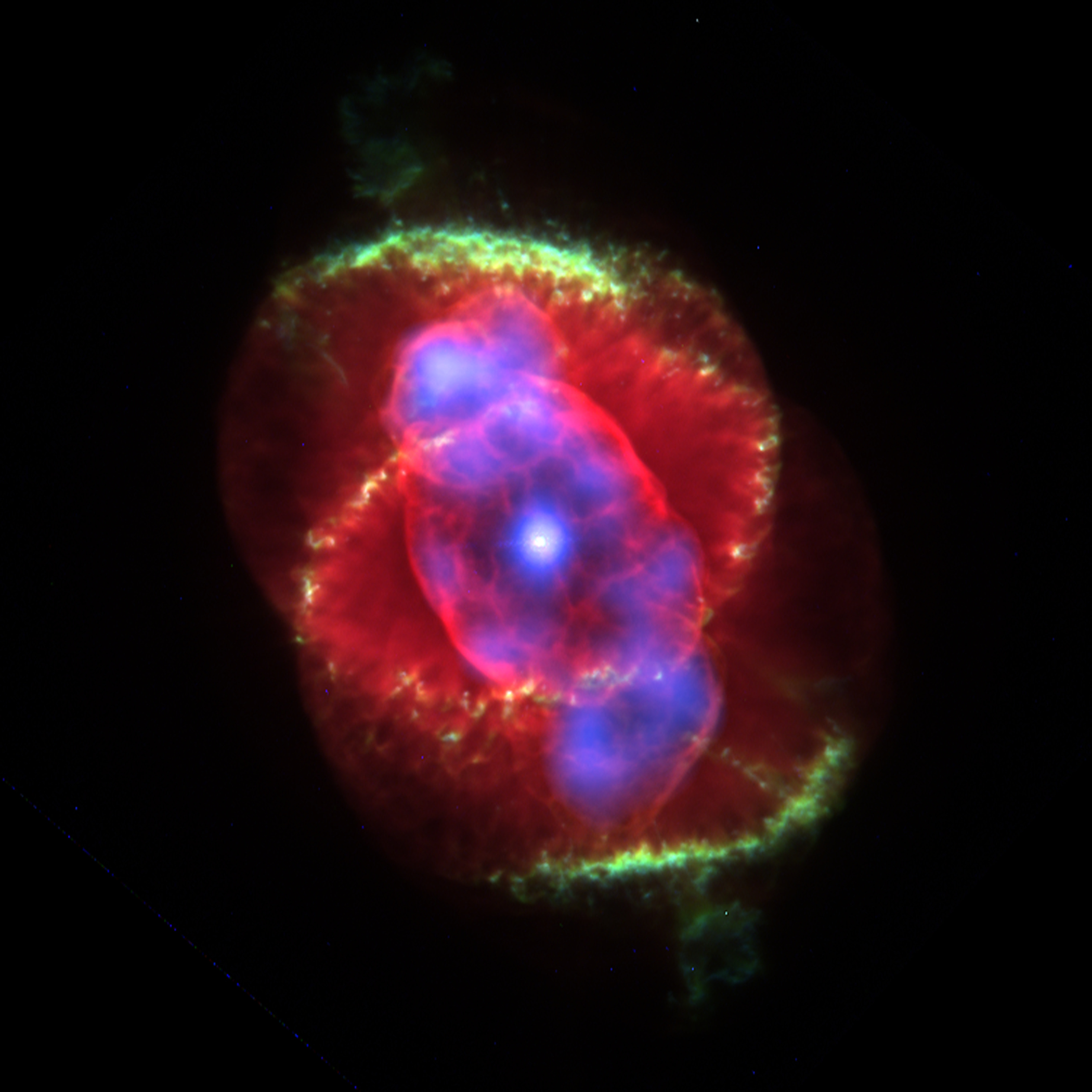
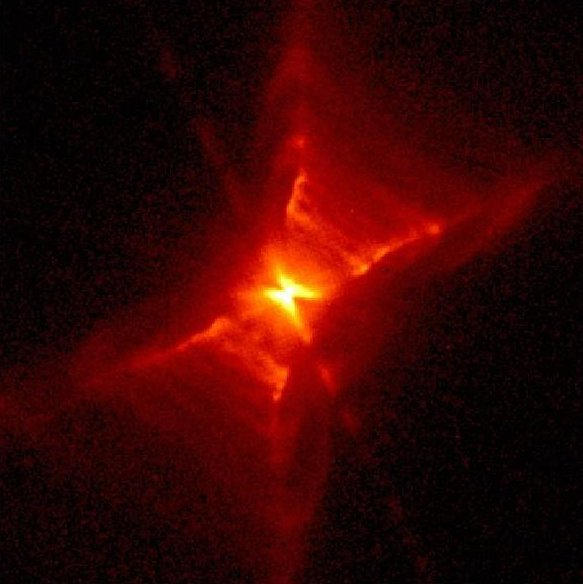
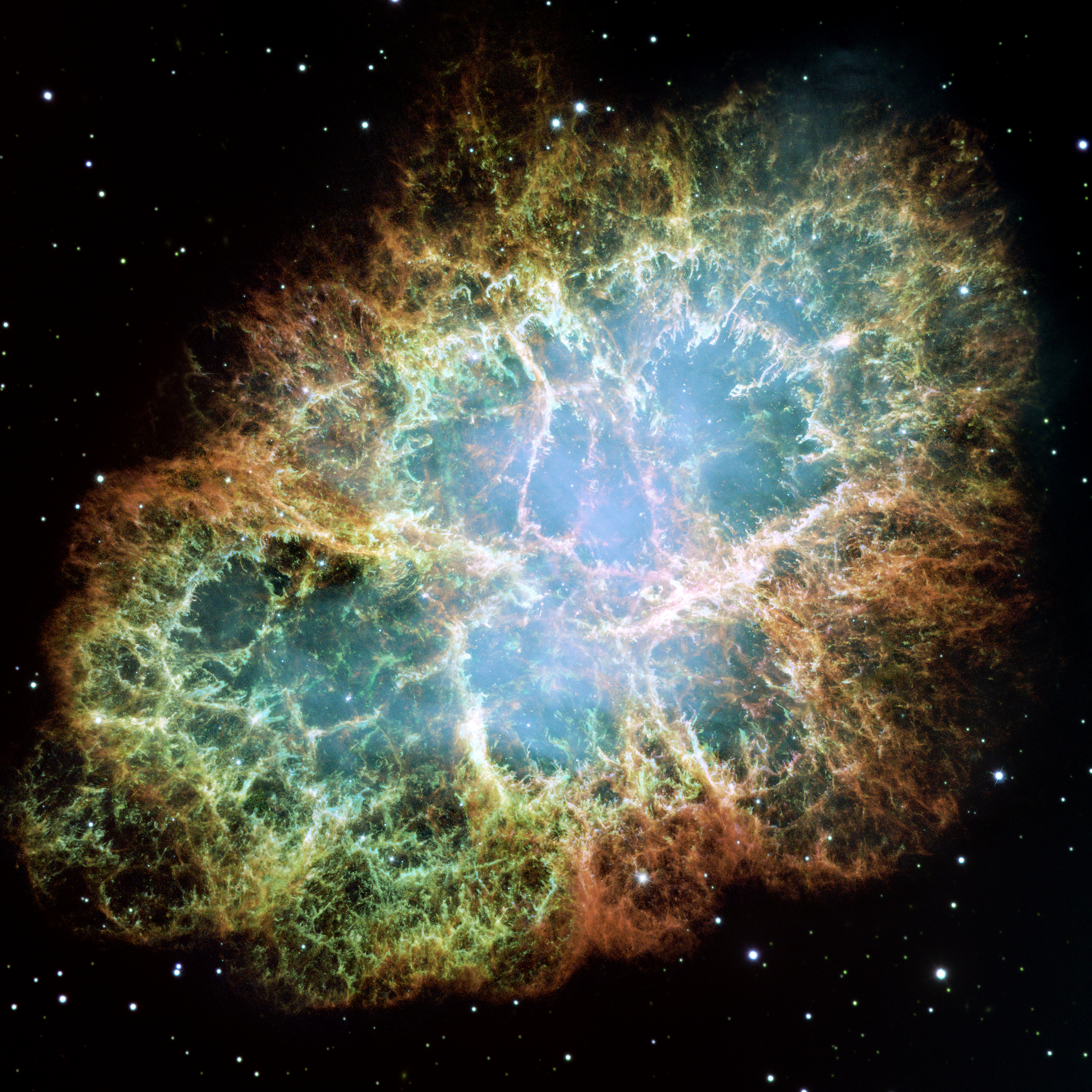

## سحابی‌های معروف
- سحابی سر اسب
- سحابی نعل اسب
- سحابی اسب تاریک
- سحابی خرچنگ
- سحابی جغد
- سحابی اسکیمو
- سحابی سه‌تکه
- سحابی اومگا
- سحابی رتیل
- سحابی عقاب
- سحابی پیچه‌ای
- سحابی پروانه
- سحابی پرده
- سحابی شاه‌تخته
- سحابی چشم گربه
- سحابی شعله
- سحابی حلقه
- سحابی مرداب
- سحابی دمبل
- سحابی پشمک
- سحابی پوماهی
- سحابی پلیکان
- سحابی پیله
- سحابی آمریکای شمالی
- سحابی گل‌سرخ
- سحابی حباب
- سحابی خرطوم فیل
- سحابی دمبل کوچک
- سحابی دوقطبی
- سحابی زحل
- سحابی ساعت‌شنی
- سحابی شکارچی
- سحابی عنکبوت قرمز
- سحابی کالیفرنیا
- سحابی قلب
- سحابی مورچه
- سحابی مخروطی
- سحابی مک‌نیل
- ان‌جی‌سی ۱۴۳۵
- سحابی هلالی
- آی‌سی ۲۱۱۸
- ان‌جی‌سی ۶۰۴
- ان‌جی‌سی ۶۳۳۴